# Jan II. Šílený
Jan II. Šílený (16. června 1435 – 22. června 1504, Wołów) byl zaháňský a hlohovský kníže a poslední mužský příslušník hlohovsko-zaháňské větve rozrodu slezských Piastovců.

## Život
Byl synem zaháňského knížete Jana I. Roku 1472 nechal umořit hlady svého bratra Baltazara. Za česko-uherských válek se postavil na stranu Matyáše Korvína. Vedl válku s braniborskými Hohenzollerny. Roku 1480 sjednotil Hlohovské knížectví, ale roku 1482 byl nucen uznat za svého dědice Jánoše Korvína. Díky tomu se přiklonil na stranu Poděbradovců, ale byl poražen a do své smrti v roce 1504 byl prakticky bezzemkem.

## Manželství a potomci
Jan II. se v roce 1462 oženil s Kateřinou (1443–1505), dcerou opavského knížete Viléma I. Opavského. Z manželství se narodilo pět dcer:
- Markéta (1465/76–1505), ∞ 1. Mikuláš Bánffy de Limbow († 1501); 2. Johann Hampo
- Barbora (1470–1539), abatyše kláštera klarisek ve Střelíně
- Salomea (1475/76–1514), ∞ 1. 1487 Albrecht 1468–1511), kníže minstrbersko-olešnický, 2. Jan Kurcbach z Trachenberka († 1549)
- Hedvika (1476–1524), ∞ 1488 Jiří, kníže minstrbersko-olešnický (1470–1502), 2. Zikmund z Vartenberka († 1518)
- Anna (1480/83–1541), ∞ 1488 Karel, kníže minstrbersko-olešnický (1476–1536)